# Gustav Janke
Pour les articles homonymes, voir Janke.

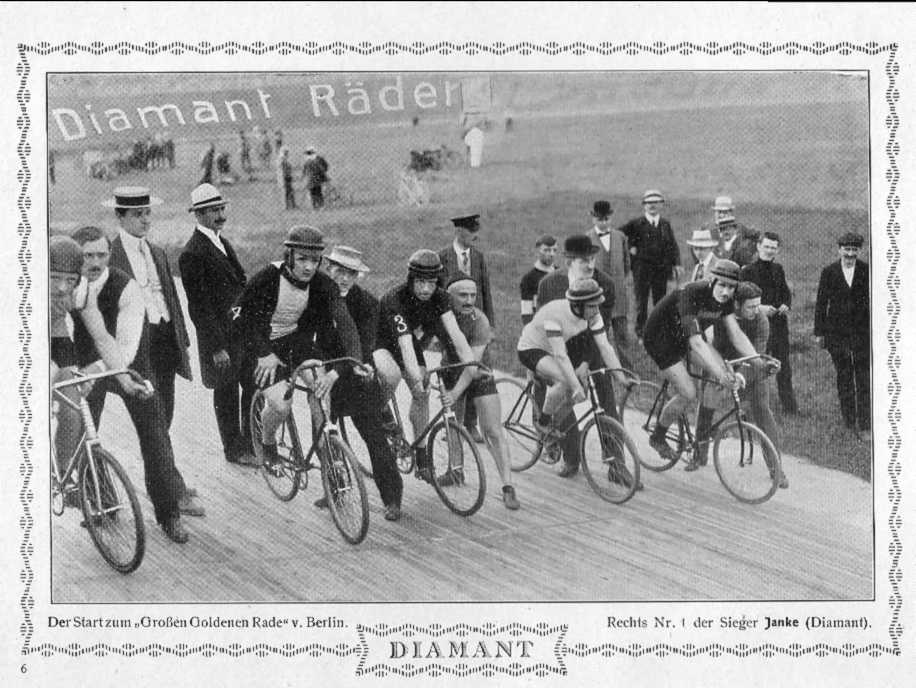
Grande Roue d'or de Berlin, 1913,
vainqueur Janke (no 1 à droite)

Gustav Janke, né le 14 avril 1883 à Berlin et mort le 14 juillet 1959 à Berlin, est un coureur cycliste allemand, spécialiste du demi-fond.

## Biographie
Werner Krüger (de) est son entraineur dans les courses de demi-fond. 
En 1908, Gustav Janke prend la deuxième place aux championnats du monde de demi-fond amateurs à Berlin. 
En 1910, il termine deuxième des six jours de Kiel, avec Max Kendelbacher. 
En 1911, il bat une douzaine de fois Bobbie Walthour. Il  gagne le Grand Prix de Berlin et le Mémorial RobI, le Grand Prix d'Eté, à Berlin, devant Bruno Demke, Didier, Ebert et Miquel ; le Grand Prix Olympia, devant Günther, Walthour, Arthur Stellbrink, Scheuermann ; la Grande Roue d'Or de Berlin, devant Walthour, Günther, Scheuermann et Miquel ; le Grand Prix de Chemnitz, devant Günther, Schipke, Stellbrink et Miquel ; le Grand Prix de Breslau, devant Hall, Linart , et Ebert ; le Grand Prix de Halle, devant Ryser ; le Grand Prix de Dresde, devant Walthour et Bruno Salzmann ; le Grand Prix de Dusseldorf, devant Walthour, Stellbrink et Mauss ; les Deux Heures de Leipzig, devant Scheuermann, Stellbrink et Tommy Hall ; le Grand Prix de Zurich, le Grand Prix de Hardau, le Grand Prix de Suisse, le Grand Prix de l'Eté, la Grande Roue d'Or, et le Grand Prix d'Automne, à Zurich, battant Walthour, Ryser, Mauss,.
En 1913, il arrive troisième aux Championnats d'Europe de demi-fond professionnels et est également champion d'Allemagne. La même année, il se classe premier lors du match franco-allemand, au Parc des Princes, devant Sérès, Didier, Nettelbeck, Darragon et Demke,.
Le 12 septembre 1915, il remporte le championnat de guerre des cyclistes longue distance sur 100 kilomètres à Leipzig, huit tours devant Arthur Stellbrink, .
En 1918, Janke se retire du cyclisme et loue tout d'abord la moitié d'un terrain, à 50 mètres du Sportpalast de Berlin et construit une petite boutique de réparation de voitures  qui devient un établissement important avec une quarantaine de voitures et des garages pour 200 voitures. Le tout d'une valeur d'environ 1.500 000 francs. En 1935, Janke fait un chiffre d'affaires d'environ cinq à six millions de francs par an.

## Palmarès sur route
- 1904 : 3e Rund um Berlin

## Palmarès sur piste

### Championnats du monde
- Berlin 1908
  -  Médaillé d'argent du demi-fond professionnel[10].

### Championnats d'Europe
- 1913
  - 3e Championnat d'Europe de demi-fond

### Championnat d'Allemagne
- : Champion d'Allemagne de demi-fond en 1913 et 1915

### Autres
- Roue d'Or de Berlin : 1911 (à Olympia), 1912 (à Olympia) et 1913 (à Treptow)